# At the Gates
At the Gates is een in 1990 opgerichte Zweedse melodic deathmetalband die in 1996 uit elkaar gegaan is. De band wordt door velen beschouwd als een van de grootste beïnvloeders van het genre. De band had ook invloed ten opzichte van andere genres, onder andere metalcore. Ze combineren de snelheid en woede van thrashmetal met deathmetal, de band bespeelt haar muziek met melodie waardoor ze als groep een unieke klank hebben. Hun bekendste album is Slaughter of the Soul, dat uitgegeven werd in 1995. Blinded by fear was de videoclip waarmee ze echt doorbraken. De band is onderdeel van de "New Wave of Swedish deathmetal" samen met andere bands zoals Opeth, In Flames, Dark Tranquillity, Hypocrisy en Edge of Sanity.
Toen At the Gates in 1996 uit elkaar ging, richtten de drummer Adrian Erlandsson, bassist Jonas Björler en gitarist Anders Björler de band The Haunted op. Vocalist Tomas "Tompa" Lindberg heeft bij vele bands gewerkt, onder andere Disfear, The Crown, Lock-Up, Nightrage, Skitsystem en The Great Deceiver. Adrian Erlandsson verliet de band en sloot zich aan bij blackmetalband Cradle of Filth. In de zomer van 2008 trad de band op tijdens een reünie op Graspop Metal Meeting, Ruisrock, Wacken Open Air, Sweden Rock Festival, Gods of Metal en Bloodstock Open Air. Er waren daarna geruchten dat de band terug actief zou worden, maar dit werd steeds ontkend door de ex-leden. In januari 2014 werd echter een nieuw album aangekondigd. De plaat draagt de titel At War With Reality en zou eind 2014 moeten uitkomen.

## Artiesten
- Tomas Lindberg - vocalist (1990 - 1996)
- Anders Björler - gitarist (1990 - 1996)
- Jonas Björler - bassist (1990 - 1996)
- Adrian Erlandsson - drummer (1990 - 1996)
- Alf Svensson - gitarist (1990 - 1993)
- Martin Larsson - gitarist (1993 - 1996)
- Tony Andersson - bassist (1992)

## Discografie
- 1991 - Gardens of Grief (EP)
- 1992 - The Red in the Sky is Ours
- 1993 - With Fear I Kiss the Burning Darkness
- 1994 - Terminal Spirit Disease
- 1995 - Slaughter of the Soul
- 2001 - Suicidal Final Art (compilatie)
- 2014 - At War With Reality
- 2018 - To Drink from the Night Itself
- 2021 - The Nightmare of Being